# Петропавлівське кладовище (Чернігів)
Петропа́влівське кладови́ще (також вик. Старе́ міське́, Ру́ське, найбільш рання назва — П'я́тницьке) — кладовище в Чернігові, розташоване за адресою: вул. Старобілоуська, 6.
Один із найстаріших некрополів міста з числа тих, що збереглися донині.

## Загальні відомості
Назву свою некрополь отримав від цвинтарного храму Св. Петра й Павла (мурований, знаходився при в'їзді на кладовище поряд із центральною брамою з боку Білоуської дороги — сучасної Старобілоуської вулиці; до нашого часу не зберігся). Виникав поступово, від початку XIX ст., як результат політики впорядкування міських некрополів та винесення їх за межі міст. Від початку використання до 1920-х років число похованих становило близько 12 тисяч осіб.
На початку XIX ст. губернському землеміру було доручено знайти землю «для хранения мертвых телес» (рос.). Як результат, серед інших було обрано також ділянку на П'ятницькому полі (від цього тогочасні документи містять топонім П'ятницьке кладовище) із західного боку Білоуської дороги, на міському вигоні.
6 вересня 1815 року було освячено першу кладовищенську церкву — дерев'яний храм Архистратига Михаїла (старостою храму призначено купця Юхима Биковського). При церкві було споруджено сторожовий будиночок. Сторожі обиралися із числа військовозобов'язаних, проте визнаних непридатними до служби осіб; окремою вимогою була відсутність шкідливих звичок.
13 червня 1836 року купець III гільдії Петро Степанович Пригоцький звернувся до архієпископа Чернігівського та Ніжинського Володимира з проханням дозволити за власні кошти побудувати на П'ятницькому кладовищі кам'яний двоповерховий храм із дзвіницею на честь апостолів Петра й Павла. Ескізи проєкту склав помічник губернського архітектора О. Куцевич. Після схвалення архієпископом Володимиром та губернатором М. Жуковим, проєкт було направлено на розгляд губернському архітектору В. Рибіну. Розглянувши та переробивши «находящееся безобразие колокольни» (рос.), губернський архітектор візував будівництво храму. Після його спорудження ділянка прилеглого некрополя отримала назву Петропавлівського цвинтаря. Церква фігурує в описі (1921) як двоповерховий (перший поверх кам'яний, другий — дерев'яний) однобанний (із грушоподібним верхом) храм з капличкою та прицерковною сторожкою. Під дзвіницею також існувала покійницька. На початку 1930-х років у храмі спалахнула пожежа, після якої його було вирішено розібрати.

Петропавлівське кладовище на плані Чернігова від 1908 року

Розміри кладовища змінювалися. Так, на початковому етапі вся ділянка кладовищенської землі становила 15 десятин (близько 17 гектарів). Станом на наш час розміри кладовища складають лише 12,6 гектарів.
1870 року кладовище перейшло у відання міського громадського управління. У 1873 році довкола кладовища за ініціативи тодішнього старости Михайлівської церкви Будашевського було споруджено цегляну огорожу, а 1881 — прирізано земельну ділянку із заходу.

Карта-схема території Петропавлівського кладовища

Зразки різьблення по мармуру на надгробках 1870–90-х рр.

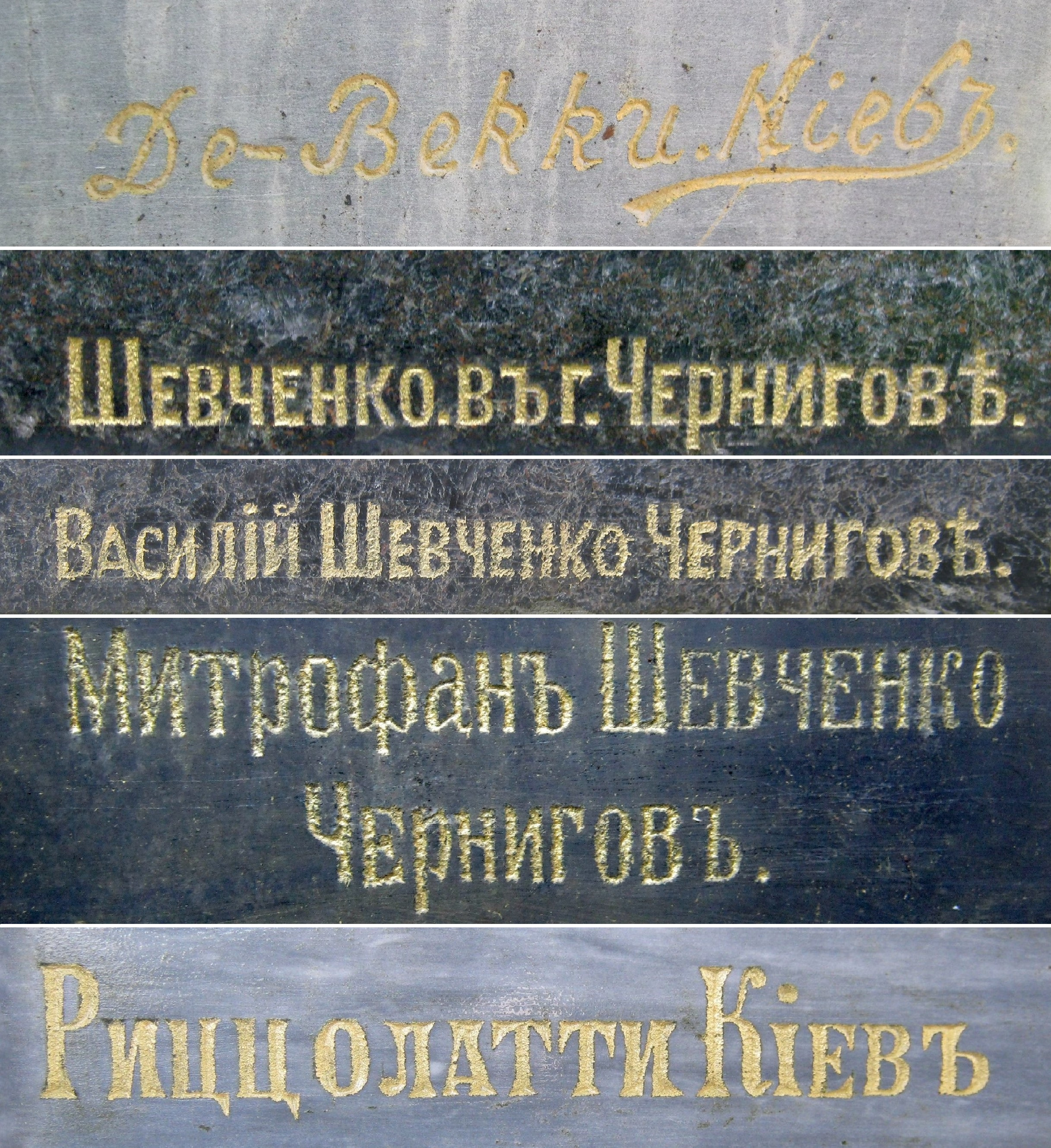
Зразки підписів виробників на надгробках XIX — поч. XX ст.

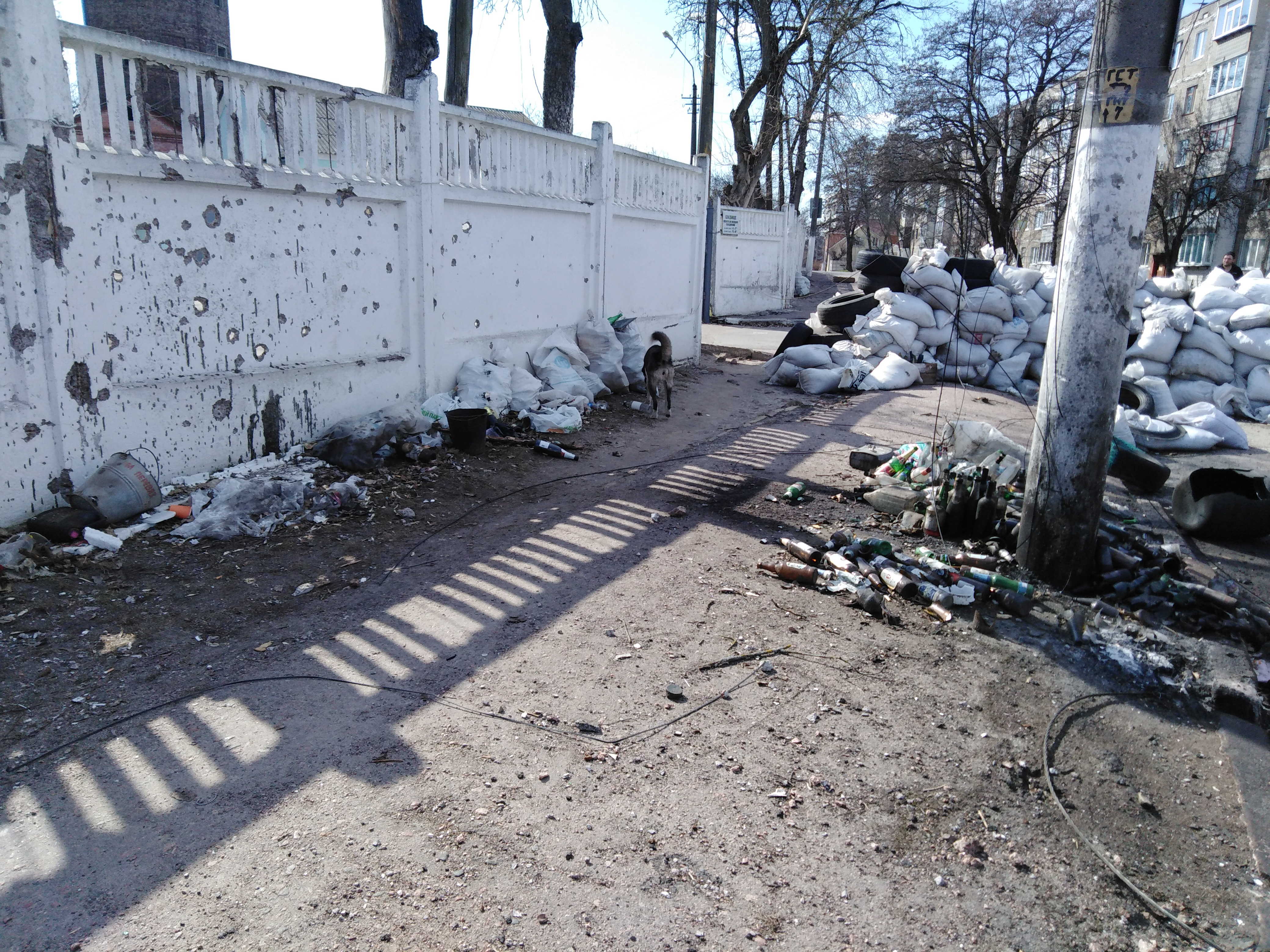
Центральний вхід на кладовище після мінометного обстрілу російською армією навесні 2022 р.

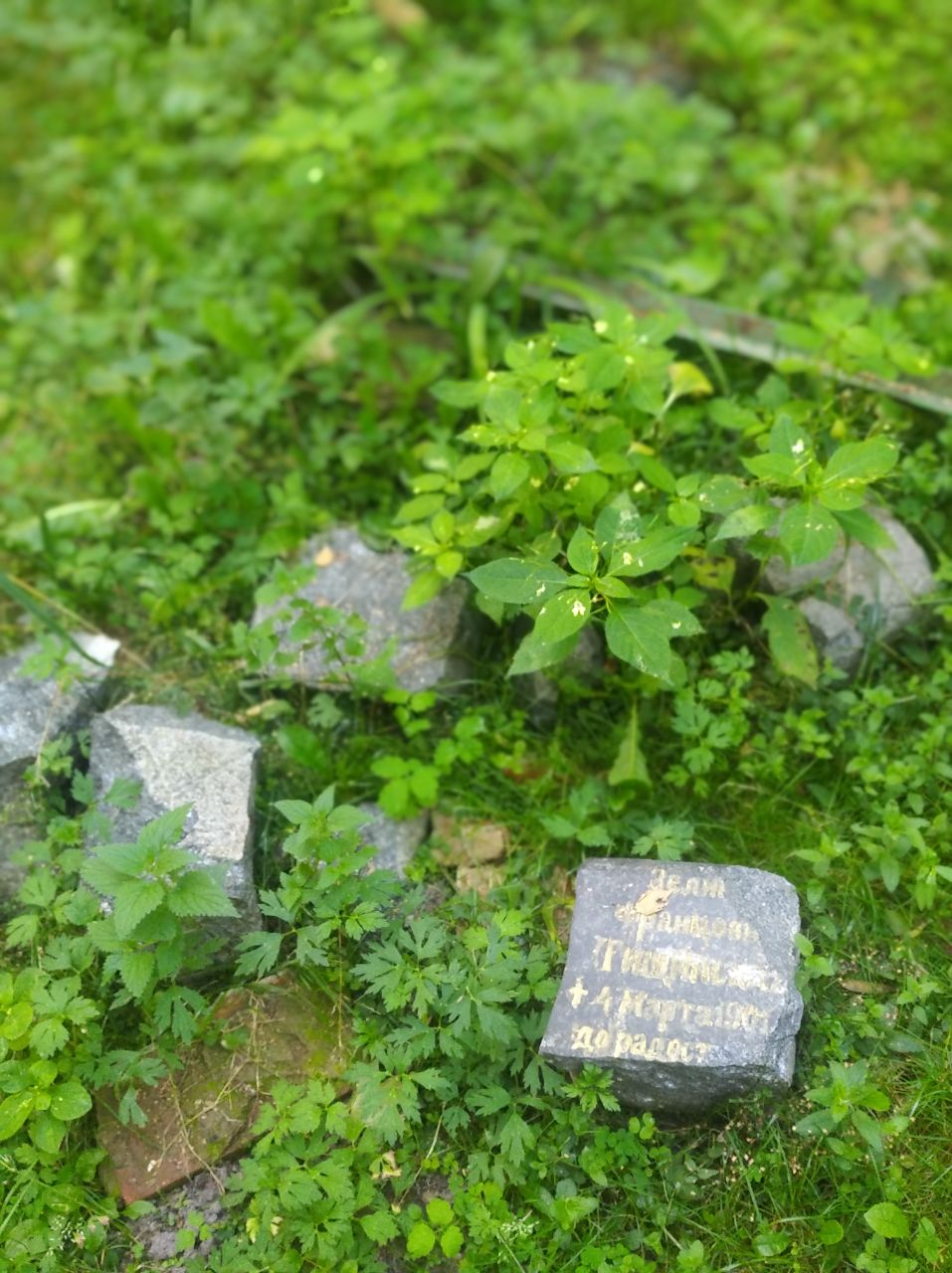
Надгробок З. Ф. Тищинської, зруйнований мінометним обстрілом з боку російської армії навесні 2022 р.

Кладовище міжконфесійне, виняток для поховання тут становили лише особи, що сповідували юдаїзм — юдейська громада Чернігова, з огляду на її значну чисельність (у різні періоди від 29 до 42 % усього населення міста) та законодавчі обмеження, мала власне, Єврейське кладовище. Саме на противагу єврейському, Петропавлівський некрополь уже в XX ст. отримав третій за ліком варіант назви — Руське кладовище.
Загальна градація поховань виглядала наступним чином: кладовище крім безпосередньо цвинтаря Петропавлівської церкви мало ще чотири основних зони (католицьку, військову, лікарняну, арештантську) — кожна зона носила статус окремого цвинтаря. При цьому, деякі ділянки на кладовищі, ймовірно, мали статус «закріплених» за прихожанами певного конкретного храму міста, тобто на кладовищі могли існувати своєрідні анклави прицерковних цвинтарів (з огляду на значну шкоду, завдану в радянський час, та відсутність кістярських книг, встановити точно локацію таких ділянок важко); католицька ділянка, де в основному покояться вихідці з Королівства Польського та Австро-Угорської імперії, слугувала також для поховань іновірців — лютеран і представників інших християнських течій (усього мартиролог іновірської частини католицького цвинтаря налічує близько 50 поховань). У вказану локацію можна віднести також біля 40 поховань підданих Пруссії, Великої Британії, Персії, Греції, Швейцарії та Франції. До сьогодні збереглося близько 15 надгробків компактно розташованих польських поховань.
Поховання мусульман, ймовірно, теж здійснювалося територіально при Петропавлівському цвинтарі, але, враховуючи досить незначну чисельність (на 1897 рік — 184 особи (0,06 %)) та специфіку оформлення мусульманської могили, що передбачає відсутність як такого традиційного пам'ятника, заміненого простим гранчастим стовпом, впевнено твердити про наявність такої ділянки, як і про її локацію, важко.
У 1893 році за результатами комісійного обстеження кладовище було розділене на 9 кварталів (за майновим цензом родин померлих і відповідно до статусу). Найбільш привілейованою ділянкою лишався власне цвинтар Петропавлівської церкви. З'явився також «безкоштовний квартал». У 1914 році міська дума під головуванням А. В. Верзілова зробила спробу влаштувати на території «безкоштовного кварталу» меморіал із метою увічнення «жертв Великой Европейской войны в местах их вечного упокоения» (рос.). Задля цього під поховання було відміряно майданчик 10/8 сажнів (близько 365 m²) та встановлено пам'ятну табличку. Із початком військових дій у 1914—1915 роках на схід Російської імперії потягнулося багато біженців з Королівства Польського (Люблінська, Ломжинська та Холмська губернії), а також Волині й Гродненщини. Дехто з них помирав у шпиталях Чернігова та був похований у відповідних кварталах кладовища.
До Другої світової війни територія кладовища межувала з вулицею Івана Мазепи на півдні та майже доходила північно-західною межею до вулиці Жабинського. При повоєнній відбудові міста периферійні ділянки кладовища на вказаних напрямках було виділено під забудову, зокрема на південному напрямку зведено продовольчі склади та низку житлових будинків; на північно-західному напрямку розміщено стадіон «Локомотив».
На сучасній території некрополя існує ділянка польської громади Чернігова (католицький та лютеранський цвинтар), за якою стежать громадські організації польської діаспори; існують також ділянки з похованнями осіб духовного сану, ділянки з похованнями військовиків-учасників Другої світової війни. Серед поховань XIX — поч. XX ст. багато родових ділянок (Богданови, Демидовичі, Романови, Щиткови та ін.) Існують також 4 братські могили та меморіальний комплекс на одній з них.
Деякі старі поховання оформлені надгробками, що є високохудожніми мистецькими пам'ятками. Крім пам'ятників чернігівського виробництва, виготовлених фірмою братів Василя та Митрофана Шевченків, на кладовищі знаходяться також зразки робіт ательє Маєвського з Житомира та знаних київських салонів й італійських фірм, як то: «Rizzolatti», скульптурне ательє «Вдова Де-Веккі з синами», ательє М. Л. Андреєва тощо. Більшість надгробків виготовлено з неполірованого або частково обробленого габро чи його різновиду — лабрадориту, а також базальту, толеїту та різновідтінкових гранітів, близько дюжини — з мармуру. Надгробки починаючи від другої чверті XX ст. в основній масі представлені стелами або плитами з мармурової крихти, бетону чи цегли і, за деякими виключеннями, мистецької цінності не несуть.
Офіційно кладовище закрите для поховань від 1968 року, хоча впускні поховання траплялися й пізніше (останнє — березень 2022). Більшість надгробків та могил перебуває у вкрай занедбаному стані. Деякі поховання (в основному військові та осіб духовного сану) відновлюються й доглядаються громадськими організаціями та небайдужими активістами.
При зміні керівництва комунальної установи, до сфери відання якої відноситься некрополь, архів кладовища було втрачено, тож детальне вивчення історії поховань на даний час практично не видається можливим або пов'язане зі значними труднощами.
У червні — липні 2016 року зроблена спроба ініціювати надання кладовищу статусу історико-меморіального заповідника, яка, проте, не знайшла відгуку в міської влади та згоди з боку КП «Спецкомбінат КПО» ЧМР, яке нині обслуговує некрополь.
Навесні 2022, під час боїв за Чернігів, кладовище зазнало мінометних обстрілів з боку російської армії. Зруйновано декілька надгробків.

## Цікаві факти
- Найдавнішим зі збережених донині на кладовищі є поховання художника В. П. Рубановського — воно зроблене в березні 1818 року. Надгробок на його могилі унікальний для Чернігова та винятковий для абсолютної більшості некрополів України — плита, розміром 168×72 см, виготовлена з рожевого овруцького шиферу.

Напис (орфографія оригіналу (рос.)):
|  | Здесь погребенъ живописецъ Василій Павловъ Рубановск[і]й. Отъ рожденія 30. Одруживсь 1808 года а сконча[л]ся 1818 Марта 17 дня. Погребенъ женою своею Анастасіею. |

Вказаний надгробок має стосунок до більш давніх пам'яток Доби Русі, коли як будівельні та оздоблювальні матеріали широко застосовувалися пірофіліти.
- Упродовж XX ст. уважалося, що знаний український поет, педагог та громадський діяч М. А. Вербицький-Антіох похований на території некрополя Болдиних гір, поблизу Іллінської церкви. Проте, 2000 року дослідником історії Чернігова В. Я. Руденком було опубліковано знайдену ним виписку з метричної книги Катерининської церкви, в результаті чого з'ясувалося, що могила поета, яку помилково локалізували районом Болдиногірського некрополя[6], насправді знаходиться на території Петропавлівського кладовища[7] (рос.):

|  | Тысяча девятьсотъ девятаго года ноября двадцать сѣдьмого дня […] умеръ, а двадцать девятаго дня погребѣнъ Николай Андрѣевичъ Вербицкій Антіоховъ. […] Погребѣніе совершилъ Протоиерей М. Смольницкій […] на общемъ черниговскомъ кладбищѣ. |

- У 1916 році на Петропавлівському кладовищі було поховано Л. І. Бойка — онучатого племінника Т. Г. Шевченка.
- 14 березня 1917 року на Петропавлівському кладовищі було поховано В. М. Хижнякова — міського голову Чернігова в 1875–1887 роках та голову Чернігівської губернської земської управи в 1886–1896 роках. 27 липня 1917 року прах було перенесено до склепу в с. Кезі Чернігівського повіту (сучасна Павлівка).
- У роки окупації міста нацистами, побоюючись арештів та погромів під час поховань на Єврейському кладовищі, юдейська громада Чернігова пробувала ховати своїх членів на Петропавлівському кладовищі. Проте антисеміти з числа пастви Російської православної церкви, вважаючи некрополь створеним виключно для своєї конфесії, почали проявляти нетерпимість відносно таких поховань. Показовим є випадок, коли поховання юдея було осквернене, а труна з небіжчиком витягнута з могили й підпалена[8].
- У 1950–70-х роках некрополь став об'єктом вандалізму з боку міської влади. Зокрема, з території кладовища було вивезено виготовлені в майстерні братів Шевченків наприкінці XIX ст. масивні надгобки з чорного лабрадориту. Саме з них за участі І. Р. Іноземцева було створено обеліски на могилах М. М. Попудренка, В. Л. Капранова[9] та братській могилі в Сквері Магдебурзького права.

- Довгі роки, до самого закриття і деякий час після, сторожем при кладовищі працював чоловік на ім'я Антон. З огляду на стаж його роботи, який становив кілька десятиліть, багатьом чернігівцям ця особа була відома. Тож, гострослови вигадали приказку, яка прижилась і стала частиною міського фольклору: коли в розмові траплялося говорити про покійника або чиюсь скору смерть, казали: «Пішов до Антона» або «Скоро до Антона в гості».

- У 2016 було відновлено надгробок на могилі Зеліни Тищинської, що померла в 1901 році. Навесні 2022 року цей надгробок був знищений під час мінометного обстрілу кладовища російською армією.[10]

## Деякі особи, поховані на Петропавлівському кладовищі
Вказані поховання збереглися до нашого часу, якщо не зазначено інше:
| Прізвище, ім'я, по батькові | Короткі відомості про особу | Роки життя | Надгробок                                      | Ділянка                                        | Примітка                                                                                    |
| Митці / Науковці / Меценати / Громадські діячі | Митці / Науковці / Меценати / Громадські діячі | Митці / Науковці / Меценати / Громадські діячі | Митці / Науковці / Меценати / Громадські діячі | Митці / Науковці / Меценати / Громадські діячі | Митці / Науковці / Меценати / Громадські діячі                                              |
| --- | --- | --- | ---------------------------------------------- | ---------------------------------------------- | ------------------------------------------------------------------------------------------- |
| Бобан Сикст | Ініціатор побудови (1858) та перший ксьондз костьолу Святого Олександра в Чернігові | †1868 |                                                | IV                                             |                                                                                             |
| Богословський Євген Васильович | Піаніст, музикознавець, композитор, професор Московської консерваторії (1916—1919), викладач Чернігівського музичного училища (1921—1941), музично-суспільний діяч | 1874–1941 |                                                | III                                            |                                                                                             |
| Васильєв-Святошенко Матвій Тимофійович | | 1863–1961 |                                                | III                                            | Охор. № 38 І-місц                                                                           |
| Вербицький-Антіох Микола Андрійович | | 1843–1909 |                                                | Могила втрачена                                | Могила втрачена                                                                             |
| Говзман Григорій Маркович | Директор Чернігівської фабрики музичних інструментів імені П. П. Постишева з 1938 по 1965, учасник Другої світової війни, кавалер трьох орденів Вітчизняної війни, ордена Олександра Невського та двох орденів Червоної Зірки, член Чернігівського обласного комітету КП(б)У, депутат Ради депутатів трудящих м. Чернігова                                                                                    | 1905–1965 |                                                | III                                            |                                                                                             |
| Де-Морен Микола Іванович | Лікар, меценат, гласний міської думи, власник одного з найбільших цегельних заводів у Чернігові | †25 (12) серпня 1904 |                                                | III                                            |                                                                                             |
| Зенченко Валентин Минович | Український живописець, педагог. У 1903 р. закінчив художню школу петербурзького Товариства заохочування мистецтв. Дійсний член Петроградського товариства художників, експонент його виставок протягом 1908–1919 рр. Від 1919 р. мешкав у Чернігові, працював у Губнаросвіті. Навчався живопису в І. Г. Рашевського. Член Спілки художників України з 1946 р.                                                | 1873–1958 |                                                | IV                                             |                                                                                             |
| Ісенко Дмитро Степанович | Артист, партизан | загинув 1945 |                                                | III                                            | У плані на реконструкцію                                                                    |
| Карпенко Юрій Юхимович | Художник | 1926–1958 |                                                | IV                                             |                                                                                             |
| Ласкоронська Марина Степанівна | Земський лікар | †30 (18) листопада 1875 |                                                | III                                            | Спільний надгробок із У. Є. Елланською (†1893)                                              |
| Лучицький Борис Болеславович | | 1906–1966 |                                                | III                                            | Охор. № 40 І-місц                                                                           |
| Мостіпан (Чепурна) Марія Григорівна | Актриса української драми | 1895–1947 |                                                | III                                            |                                                                                             |
| Нерода Василь Васильович | Інженер-мостобудівник, член міської думи, найбільш активний озеленювач Ялівщини, батько скульптора Г. В. Нероди | †1930 |                                                | III                                            | Похований на родовій ділянці з загальним надгробком                                         |
| Овчинников Юхим Мойсейович | Почесний громадянин міста | 1802–1868 |                                                | III                                            |                                                                                             |
| Петусь Андрій Юхимович | Український живописець, педагог. У 1914 р. закінчив Київське художнє училище, працював у Маріуполі (1914–1922), Чернігові (1922–1935 та після 1944 р.) й Істрі (1935–1941). Один з ініціаторів створення чернігівської філії АХЧУ, голова філії у 1927–1929 та 1932–1935 рр. Член Чернігівського наукового товариства (1926–1930). Член Спілки художників України з 1946 р. та голова її чернігівської філії. | 1884–1958 |                                                | IV                                             |                                                                                             |
| Полторацький Павло Петрович | | 1869–1941 |                                                |                                                |                                                                                             |
| Рево Михайло Васильович | | 1889–1962 |                                                | III                                            | Охор. № 39 І-місц                                                                           |
| Рубановський Василь Павлович | Художник, меценат Хрестоздвиженської церкви Чернігова | 1788–1818 |                                                | IV                                             |                                                                                             |
| Селюк Яків Олександрович | Перший міський голова Чернігова (голова міської думи) в 1870–1875 рр. | 1832–1888 |                                                | III                                            | Оновлено 2016                                                                               |
| Тищинська Зеліна Францівна | Громадська діячка, дружина О. А. Тищинського, мати оперної співачки Л. О. Андреєвої-Дельмас | †17 (4) березня 1901 |                                                | III                                            | Реставровано 2016 Зруйновано в результаті потрапляння міни в березні 2022                   |
| Фльоров Олексій Павлович | | 1866–1954 |                                                | III                                            |                                                                                             |
| Фрідман Маврикій Романович | Третій міський голова Чернігова (голова міської думи) в 1887–1893 рр., колезький радник, лікар Богоугодного закладу Чернігова, тесть М. І. Арапова | 1835–1906 |                                                | III                                            |                                                                                             |
| Ходот Кузьма Потапович | Почесний громадянин міста, п'ятий міський голова Чернігова (голова міської думи) в 1896–1897 рр. | 1841–1912 |                                                | III                                            |                                                                                             |
| Цвєт Петро Миколайович | Купець І гільдії, спадковий Почесний громадянин міста, засновник спеціального капіталу на благодійність | 1814–1864 |                                                | IV                                             | Оновлено 2016                                                                               |
| Чирко Пилип Антонович | | 1859–1928 |                                                | IV                                             | Охор. № 3504 І-місц Оновлено 2016                                                           |
| Чирко Єлизавета Францівна | Уроджена Кароліна-Елізабета Гранд-Гійом Перен. Художниця, дружина П. А. Чирка | 1861–1943 |                                                | IV                                             | Охор. № 3504 І-місц Оновлено 2016                                                           |
| Шлегель Ксаверій Францевич | Статський радник, піонер фотографії у Чернігові; автор першої серії світлин Чернігова для альбому «Светописная Русь» (1859) | 1825–1905 |                                                | Могила втрачена                                | Могила втрачена                                                                             |
| Шуплик Степан Максимович | Поет, партизан | 1889–1956 |                                                | III                                            |                                                                                             |
| Щелкановцев Павло Тихонович | Купець ІІ гільдії, заступник міського голови, гласний міської думи та член міської управи, меценат | 1839–1901 |                                                | IV                                             | Оновлено 2016                                                                               |
| Некрополь родини Коцюбинських | | |                                                |                                                |                                                                                             |
| Коцюбинська Гликерія Максимівна | Мати М. Коцюбинського | 1837–1917 |                                                | V                                              |                                                                                             |
| Коцюбинська Лідія Михайлівна | Сестра М. М. Коцюбинського | 1869–1916 |                                                | V                                              |                                                                                             |
| Коцюбинський Роман Михайлович | Син М. М. Коцюбинського | 1901–1937 |                                                | V                                              | Кенотаф. Місце смерті — Одеса, місце поховання невідоме                                     |
| Коцюбинський Хома Михайлович | | 1870–1956 |                                                | III                                            |                                                                                             |
| Коцюбинська Катерина Яківна | Дружина Х. М. Коцюбинського | 1891–1963 |                                                | III                                            |                                                                                             |
| Герої Російсько-української війни | | |                                                |                                                |                                                                                             |
| Єременко Павло Олексійович | Боєць Територіальної оборони Чернігова. Загинув від ран, отриманих внаслідок бомбардування міста рашистською авіацією 10 березня 2022 Кавалер ордена «За мужність» III ступеня посмертно (2023) | †12 березня 2022 24 роки |                                                | III                                            |                                                                                             |
| Офіцери Російської імператорської армії | | |                                                |                                                |                                                                                             |
| Ареф'єв Дмитро Васильович | Полковник Окремого корпусу прикордонної варти (17-та Томашівська прикордонна бригада) у відставці | †8 березня (23 лютого) 1915 70 років |                                                | VII                                            |                                                                                             |
| Бублик-Погорільський Микола Григорович | Прапорщик 44-го Саперного батальйону | † на війні 25 (12) березня 1916 23 роки |                                                | IV                                             | Оновлено 2016                                                                               |
| Богословський Іван Васильович | Прапорщик запасу 407-ї Чернігівської піхотної дружини | † на війні 24 (11) грудня 1914 44 роки |                                                | III                                            |                                                                                             |
| Варзар Єгор Олексійович | Підполковник Батько основоположника промислової статистики в Російській імперії В. Є. Варзара | †28 (16) жовтня 1890 75 років |                                                | III                                            |                                                                                             |
| Герандли Костянтин Григорович | Полковник | †14 (2) березня 1867 47 років |                                                | II                                             |                                                                                             |
| Горнбург Олександр Федорович | Генерал-майор у відставці | †21 (8) березня 1906 74 роки |                                                | IV                                             |                                                                                             |
| Глінка Володимир Сергійович | Дворянин із роду Глінок Генерал-майор, бобруйський комендант, командир 1-ї бригади 5-ї піхотної дивізії Як голова будівельної комісії у 1884—1889 рр. керував спорудженням військового містечка Чернігівського гарнізону | †15 (3) жовтня 1889 57 років |                                                | III                                            | Оновлено 2013                                                                               |
| Давидович Семен Петрович | Полковник 167-го піхотного Острозького полку | 1863–1942 |                                                | IV                                             |                                                                                             |
| Данилов-Домнин Олександр Львович | Полковник 167-го піхотного Острозького полку у відставці | †12 травня (29 квітня) 1912 66 років |                                                | III                                            |                                                                                             |
| Дуров Борис Михайлович | Поручик Чиновник із особливих доручень при Віленському, Ковенському й Гродненському генерал-губернаторі | †24 (12) липня 1896 |                                                | III                                            |                                                                                             |
| Єнько Костянтин Олександрович | Штабс-капітан | †2 квітня (21 березня) 1881 43 роки |                                                | II                                             |                                                                                             |
| Іванов Василь Іванович | Капітан у відставці | †8 (20) січня 1881 61 рік |                                                | III                                            |                                                                                             |
| Кольбе Микола Микитович | Поручик 18-го піхотного Вологодського полку | †10 квітня (29 березня) 1890 30 років |                                                | III                                            |                                                                                             |
| Ляшенко Михайло Васильович | Штабс-ротмістр, дворянин | †15 (2) грудня 1903 47 років |                                                | ІІ                                             | Оновлено 2016                                                                               |
| Ляшенко Микола Григорович | | 1848–1905 |                                                | II                                             | Оновлено 2016                                                                               |
| Миткевич Гурій Васильович | | 1860–1906 |                                                | IV                                             | Оновлено 2013                                                                               |
| Михайлов Олексій Михайлович | Підполковник у відставці | †3 серпня (21 липня) 1905 67 років |                                                | III                                            |                                                                                             |
| Міняйло Федір Федорович | Капітан 167-го піхотного Острозького полку | †20 (7) травня 1905 41 рік |                                                | III                                            |                                                                                             |
| Посудевський Савва Іванович | Капітан лейб-гвардії Фінляндського полку у відставці Син І. І. Посудевського, полковника, очільника губернського дворянства в 1829—1831 рр. | †6 (18) березня 1882 52 роки |                                                | III                                            |                                                                                             |
| Сачок Олександр Олександрович | Прапорщик | †16 (4) січня 1897 27 років |                                                | ІІ                                             |                                                                                             |
| Слива Костянтин Леонтійович | Майор у відставці | †21 (8) травня 1900 78 років |                                                | I                                              |                                                                                             |
| Товстоліс Михайло Костянтинович | Генерал-майор артилерії у відставці | †24 (12) грудня 1890 65 років |                                                | III                                            |                                                                                             |
| Шлегель Микола Ксаверійович | Полковник 18-го піхотного Вологодського полку у відставці | †23 (10) квітня 1910 53 роки |                                                | III                                            |                                                                                             |
| Козацтво | | |                                                |                                                |                                                                                             |
| Вакуленко Михайло | Козак містечка Ічня Чернігівської губернії | †30 (18) березня 1894 26 років |                                                | III                                            |                                                                                             |
| Учасники придушення Листопадового повстання | | |                                                |                                                |                                                                                             |
| Мещерський Симон Петрович | Князь Юнкер Білогородського уланського полку | †18 (6) грудня 1831 18 років |                                                | IV                                             | Оновлено 2016                                                                               |
| Учасники оборони Севастополя у Кримській війні | | |                                                |                                                |                                                                                             |
| Дроздовський Гордій Іванович | | 1835–1908 |                                                | I                                              | Оновлено 2012; Реконструйовано 2013                                                         |
| Толмачов Микола Михайлович | Полковник у відставці | †15 (2) вересня 1907 75 років |                                                | III                                            | Оновлено 2016                                                                               |
| Учасники Російсько-японської війни | | |                                                |                                                |                                                                                             |
| Богданов Микола Федорович | Полковник 204-го піхотного резервного полку у відставці Герой оборони Порт-Артура | †8 жовтня (25 вересня) 1907 47 років |                                                | Могила втрачена                                | Могила втрачена                                                                             |
| Заковенкин Павло Тимофійович | | 1849–1913 |                                                | III                                            | У плані на реконструкцію                                                                    |
| Річицький Леонід Митрофанович | Штабс-капітан 41-го піхотного Селегинського полку | †10 листопада (27 жовтня) 1907 33 роки |                                                | III                                            | Оновлено 2016                                                                               |
| Семиног Феоктист Зіновійович | | 1877–1968 |                                                | V                                              |                                                                                             |
| Жертви Першої світової війни | | |                                                |                                                |                                                                                             |
| Арапов Микола Іванович | | 1866–1914 |                                                | III                                            | Охор. № (8127) І-щв Оновлено 2016                                                           |
| Бичок Опанас Миколайович | | 1879–1914 |                                                | IV                                             | Реставровано 2016                                                                           |
| Гусєв Михайло Федорович | Підпоручик артилерії 10-ї мортирної батареї | вбитий 15 (2) січня 1915 22 роки |                                                | Могила втрачена                                | Могила втрачена                                                                             |
| Індрика Михайло Володимирович | Прапорщик | вбитий 1916 |                                                | Могила втрачена                                | Могила втрачена                                                                             |
| Туменюк Сергій Володимирович | Прапорщик 176-го піхотного Переволочинського полку | вбитий 27 (14) жовтня 1914 22 роки |                                                | VII                                            | Оновлено 2013                                                                               |
| Цуревський Бенедикт Олександрович | Підполковник 167-го піхотного Острозького полку | вбитий 28 (15) березня 1915 34 роки |                                                | Могила втрачена                                | Могила втрачена                                                                             |
| Чернов Дмитро Дмитрович | Прапорщик 400-го піхотного полку | вбитий 31 (18) липня 1916 27 років |                                                |                                                |                                                                                             |
| Шихуцький Іван Іванович | Поручик 19-го стрілецкого Сибірського полку | вбитий 24 (11) березня 1916 24 роки |                                                | Могила втрачена                                | Могила втрачена                                                                             |
| Учасники революційних подій 1917—1921 років | | |                                                |                                                |                                                                                             |
| Гончаров Федір Васильович | Співробітник ВНК, у 1918—1922 рр. виконував завдання із ліквідації отаманів та лідерів повстанського руху в Україні та, зокрема, на Чернігівщині. Особисто ліквідував кілька керівників повстанського руху, в їх числі отаманів Івана Галаку (Васильчикова) та Чорну Марусю. Кавалер ордена Червоного Прапора УСРР (1922)                                                                                     | †1935 |                                                |                                                |                                                                                             |
| Заливчий Андрій Іванович | | 1892–1918 |                                                | IV                                             | Охор. № 20 І-місц                                                                           |
| Лебідь Микола Дмитрович | | 1899–1918 |                                                | III                                            | Реконструйовано 2004                                                                        |
| Листопад Оксана Григорівна | Член РСДРП, у 1917–1918 брала участь у встановленні більшовицької влади на Чернігівщині | 1897–1930 |                                                |                                                | [ 16 ]                                                                                      |
| Учасники Німецько-радянської війни у Другій світовій війні                                                                                                 | | |                                                |                                                |                                                                                             |
| Будаш Іван Гаврилович | Підпільник-антифашист | 1897–1945 |                                                | IV                                             | Встановлено за кошти, зібрані учнями школи № 11 ім. М. О. Островського (теп. колегіум № 11) |
| Жабинський Дмитро Іванович | | 1920–1945 |                                                | IV                                             | Кенотаф. Місце поховання — Кенігсберг Охор. № 81 І-місц                                     |
| Кулик Панас Трохимович | Герой Радянського Союзу; в роки Радянсько-фінської війни — боєць 27-го стрілецького полку 7-ї стрілецької дивізії 7-ї армії Північно-Західного фронту; у роки Німецько-радянської війни — учасник остерського підпілля; страчений нацистами 22 липня 1942 | 1910–1942 |                                                | VI                                             | Похований у братській могилі Охор. № 3261 І-місц                                            |
| Цимбаліст Іван Єлисеєвич | | 1911–1960 |                                                | III                                            | Охор. № 29 І-місц                                                                           |
| Чумаченко Дмитро Васильович | Герой Радянського Союзу, гвардії підполковник, заступник командира 240-го гвардійського Севастопольського бомбардувального авіаполку 36-ї Смоленської Червонопрапорної бомбардувальної авіадивізії 1-го гвардійського Смоленського бомбардувального авіакорпусу 18-ї повітряної армії Загинув у авіакатастрофі при проведенні інспектування польотів                                                          | 1909–1948 |                                                | V                                              | Охор. № 3503 І-місц Замінено надгробок у 2018                                               |
| Яременко Василь Омелянович | Комісар Чернігівського обласного партизанського з'єднання | 1902–1969 |                                                | VII                                            | Охор. № 3470 І-місц; Охор. № (7016) І-щв                                                    |
| Братські могили та меморіали | | |                                                |                                                |                                                                                             |
| Братська могила Гриньова Миколи та Міщенка Василя — піонерів, страчених нацистами 14 березня 1942                                                          | Братська могила Гриньова Миколи та Міщенка Василя — піонерів, страчених нацистами 14 березня 1942 | Братська могила Гриньова Миколи та Міщенка Василя — піонерів, страчених нацистами 14 березня 1942                                                          |                                                | IV                                             | Охор. № 3466 І-місц                                                                         |
| Братська могила бійців Богунського полку, що загинули 1919 року в боях з Добровольчою армією Денікіна                                                      | Братська могила бійців Богунського полку, що загинули 1919 року в боях з Добровольчою армією Денікіна | Братська могила бійців Богунського полку, що загинули 1919 року в боях з Добровольчою армією Денікіна                                                      |                                                | VII                                            | Охор. № 23 І-місц                                                                           |
| Меморіал на братській могилі 280 червоноармійців, що загинули в ході боїв за місто під час Німецько-радянської війни                                       | Меморіал на братській могилі 280 червоноармійців, що загинули в ході боїв за місто під час Німецько-радянської війни | Меморіал на братській могилі 280 червоноармійців, що загинули в ході боїв за місто під час Німецько-радянської війни                                       |                                                | V                                              | Охор. № 25 І-місц                                                                           |
| Братська могила (бл. 3 тис. осіб) жертв сталінських репресій та мирних жителів, знищених нацистами в ході окупації міста під час Німецько-радянської війни | Братська могила (бл. 3 тис. осіб) жертв сталінських репресій та мирних жителів, знищених нацистами в ході окупації міста під час Німецько-радянської війни | Братська могила (бл. 3 тис. осіб) жертв сталінських репресій та мирних жителів, знищених нацистами в ході окупації міста під час Німецько-радянської війни |                                                | VI                                             | Охор. № 36 І-місц                                                                           |